# Вокзал Гера
Вокзал Гера (нем. Gera Hauptbahnhof) — главная железнодорожная станция тюрингского города Гера. Гера — один из крупнейших городов Германии без междугороднего железнодорожного сообщения и электрифицированных линий. Станция является значительным региональным транспортным узлом. Она классифицируется Deutsche Bahn как станция категории 3.

## История
В 1859 году была проложена железная дорога от Вайсенфельса до Геры через Цайц (линии Вайсенфельс — Цайц и Лейпциг — Пробсцелла. На месте нынешнего вокзала Гера тогда располагалась Прусская станция (нем. Preußischer Bahnhof), а yа месте сегодняшней станции находилась Саксонская станция (нем. Sächsischer Bahnhof). В последующие годы были построены новые железнодорожные линии, сходящиеся в Гере. В 1865 году была проложена линия Лейпциг — Гёсниц, соединившая её на востоке, в Гёснице, с линией Лейпциг — Хоф. В 1871 года была связана с Зальфельдом на юго-западе, в 1873 году — с Лейпцигом на севере (линия Лейпциг — Пробсцелла), в 1875 году — с Плауэном на юге, в 1876 году — с Эрфуртом на западе и Цвиккау на юго-востоке, в 1880 году — с Айзенберг на северо-западе и в 1883 году — с Цойленродой-Трибесом и Хофом на юго-востоке. К северу от пассажирской станции располагались сортировочная станция и склад, соединённые с железнодорожным депо, которые ныне закрыты. В 1892 году, вскоре после открытия трамвайной сети в Гере, на сортировочной станции был построен объект для передачи грузовых вагонов, поддерживаемых трамвайными тележками метровой ширины, по трамвайным линиям на заводы в Гере. В 1893 году от вокзала до центра города была проложена пассажирская трамвайная линия.
В 1881 году было построено здание вокзала архитекторами Hude & Hennicke. Во время реконструкции 1958—1963 годов с его фасада был удалён ряд оригинальных орнаментов.
Расцвет вокзала пришёлся на период между двумя мировыми войнами, после завершения строительства стеклянного вестибюля в 1911 году. В то время часть железнодорожного трафика Берлин — Лейпциг — Мюнхен проходила через Геру, а линии на Заальфельд, Эрфурт и Лейпциг были двухпутными.
После Второй мировой войны второй путь был снят в качестве военных репараций СССР. Гера потеряла своё значение как железнодорожный узел из-за разделения Германии.
После объединения Германии в 1990 году были закрыты некоторые второстепенные линии (до Цвиккау через Вюншендорф и до Айзенберга), а также обсуждалось строительство новой линии.